# Mijaíl Gorchakov
Mijaíl Dmitrievich Gorchakov (en ruso: Михаи́л Дми́триевич Горчако́в; en polaco: Michaił Dymitrowicz Gorczakow; 28 de enero de 1793 - 18 de mayo de 1861, Varsovia) fue un General de Artillería ruso de la familia Gorchakov, quien comandó las fuerzas rusas en las últimas etapas de la Guerra de Crimea y después sirvió como Namestnik del Reino de Polonia desde 1856 hasta su muerte.

## Biografía
Mijaíl y su hermano Pyotr Gorchakov eran los hijos del notable escritor Príncipe Dmitri Petrovich Gorchakov y de su esposa Natalia Boborykina. Mijaíl entró en el Ejército ruso en 1807 como cadete del batallón de artillería de la Guardia Leib. En 1809 con el rango de teniente tomó parte en las campañas contra Persia.
Durante las Guerras Napoleónicas se distinguió en Borodino (recibió la Orden de San Vladimir de 4.º grado) y en Bautzen (recibió la Orden de Santa Ana de 2.º grado, la Orden prusiana Pour le Mérite y el rango de Stabskapitän). Su carrera se desarrolló rápidamente y en 1824 era Mayor General. Gorchakov demostró valentía durante la guerra ruso-turca de 1828-1829, y el 29 de mayo de 1829 fue uno de los primeros en cruzar a nado el Danubio. Estuvo presente en los sitios de Silistria y Shumna.
Tras ser designado el 6 de diciembre de 1829 como oficial general, remplazó el 7 de febrero de 1831 al General herido Iván Sukhozanet como jefe de la artillería del Ejército en funciones. Más tarde estuvo presente en la campaña en Polonia, y fue herido en la batalla de Olszynka Grochowska, el 25 de febrero de 1831. También se distinguió en la batalla de Ostrołęka y en la toma de Varsovia.
Durante los siguientes años sirvió a las órdenes del Mariscal de Campo Paskevich como jefe de Estado Mayor del Ejército en funciones. Por estos servicios fue promovido al rango de teniente-general y recibió numerosas condecoraciones rusas y extranjeras.

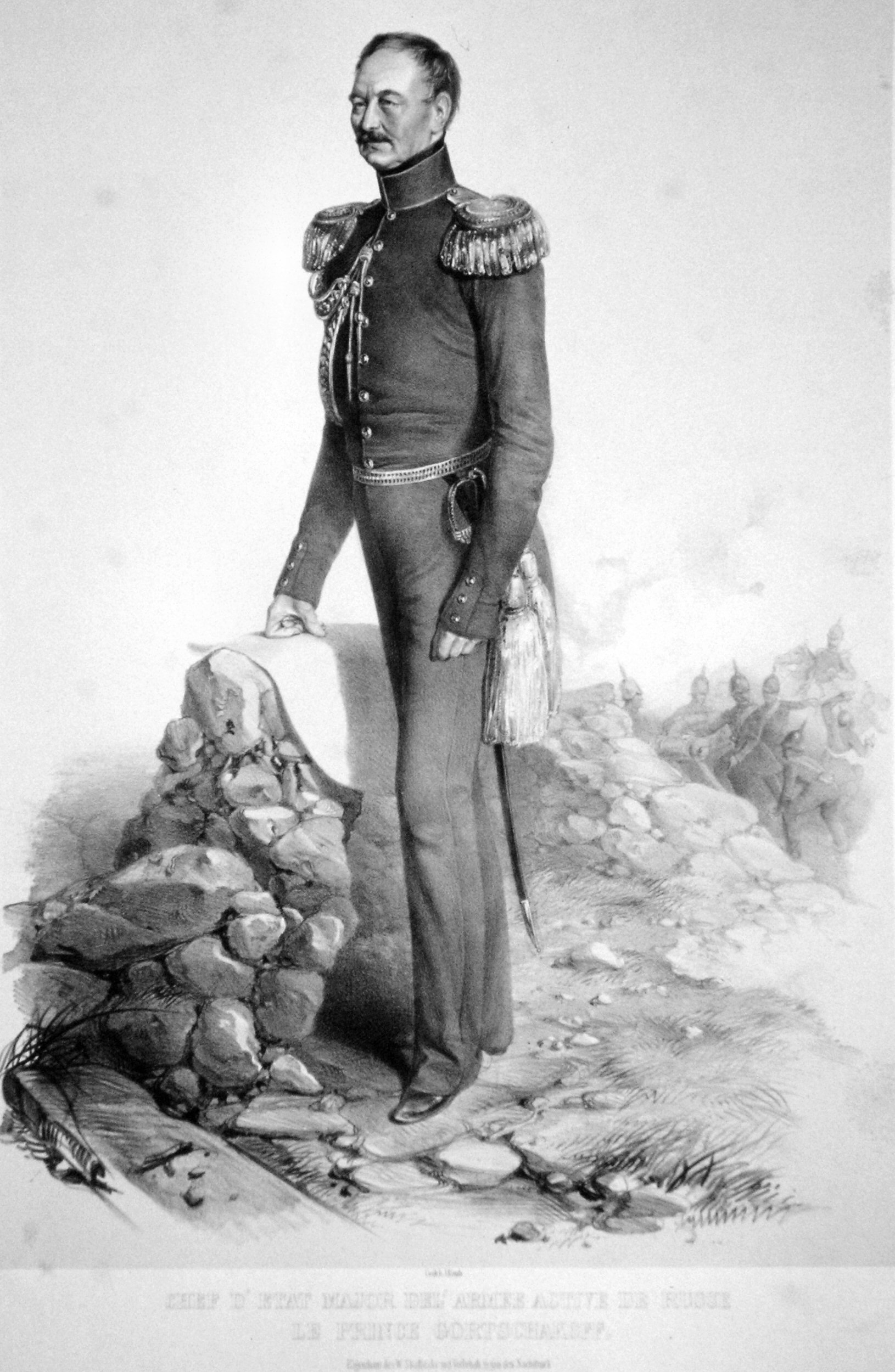
Mijaíl Gorchakov,
~1849 por August Strixner.

En 1846 fue nombrado gobernador militar de Varsovia. En 1849 comandó la artillería rusa en la guerra contra los húngaros, y en 1852 visitó Londres como un representante del Ejército ruso en el funeral del duque de Wellington. En ese tiempo era jefe de Estado Mayor del Ejército ruso y general adjunto del zar.
Tras la declaración de guerra de Rusia contra Turquía en 1853, fue designado Comandante en Jefe de las tropas que ocuparon Moldavia y Valaquia. En 1854 cruzó el Danubio y asedió Silistra, pero fue remplazado en abril por el Príncipe Iván Paskevich, quien, sin embargo, renunció el 8 de junio, cuando Gorchakov reasumió el mando. En julio el sitio de Silistra fue abortado debido a la presión diplomática austriaca, y los ejércitos rusos volvieron a cruzar el Danubio; en agosto se retiraron a Rusia.
En 1855 Gorchakov fue designado comandante en jefe de las tropas rusas en Crimea en lugar del caído en desgracia Príncipe Menshikov. La defensa de Gorchakov de Sevastopol, su retirada final a la parte norte de la ciudad, que continuó defendiendo hasta que fue firmada la paz en París, fue dirigida con habilidad y energía. En 1856 fue designado namestnik del Reino de Polonia sucediendo al Príncipe Paskevich. Murió en Varsovia el 30 de mayo de 1861 y fue enterrado, según sus propios deseos, en Sevastopol.